# Bythiospeum acicula
Bythiospeum acicula é uma espécie de gastrópode da família Hydrobiidae.
É endémica da Alemanha.